# Astragalus stewartii
Astragalus stewartii är en ärtväxtart som beskrevs av John Gilbert Baker. Astragalus stewartii ingår i släktet vedlar, och familjen ärtväxter. Inga underarter finns listade i Catalogue of Life.